# Hipercinabri
L'hipercinabri és un mineral de la classe dels sulfurs. Rep el seu nom degut al fet que és estable a temperatures més altes que els seus polimorfs: el cinabri i el metacinabri.

## Característiques
L'hipercinabri és sulfur de mercuri de fórmula química HgS. Cristal·litza en el sistema hexagonal. La seva duresa a l'escala de Mohs és 3. Està estructuralment relacionat amb el grup de la wurzita.
Segons la classificació de Nickel-Strunz, l'hipercinabri pertany a «02.CD - Sulfurs metàl·lics, M:S = 1:1 (i similars), amb Sn, Pb, Hg, etc.» juntament amb els següents minerals: herzenbergita, teal·lita, alabandita, altaïta, clausthalita, galena, niningerita, oldhamita, keilita i cinabri.

## Formació i jaciments
L'hipercinabri es froma a altes temperatures i apareix en íntima associació amb el metacinabri. Ha estat trobat a la mina Mount Diablo (Califòrnia, Estats Units), on va ser descobert, al riu Huron (Michigan, Estats Units), a la mina White Caps (Nevada, Estats Units), al dipòsit de Sb-Hg Chauvai (Oix, Kirguizstan) i a Gravelotte (Limpopo, Sud-àfrica).